# Gianni Bugno
Gianni Bugno (nacido el 14 de febrero de 1964 en Brugg, Suiza) es un exciclista italiano de fondo en carretera, profesional desde 1985 hasta 1998. Corredor versátil, capaz de despuntar tanto en carreras de un día como en las Grandes Vueltas.

## Biografía
Durante su época de ciclista amateur logró varias victorias en Italia, sobre todo en las categorías de persecución y persecución por equipos.
Poseía una buena punta de velocidad, lo que le permitió ganar por dos veces consecutivas el Campeonato del Mundo, batiendo a corredores de la talla de Miguel Induráin o Laurent Jalabert. También entre sus logros está el haber ganado el Giro de Italia, sin ceder la maglia rosa desde la primera hasta la última etapa. Fue un gran animador del Tour de Francia. Consiguió ganar etapas en las tres grandes vueltas, logrando imponerse dos veces en la mítica cima francesa de Alpe d'Huez.
El rendimiento de Bugno en las grandes vueltas se vio ensombrecido por el dominio de Miguel Induráin, del cual fue, junto a Claudio Chiappucci, el principal rival en los años 1991 y 1992. Tras el Tour de Francia 1992, que había preparado durante toda la temporada, Bugno comenzó a dedicarse, cada vez más, a las carreras de un día, aunque en el Giro de 1994 también fue protagonista, sobre todo en sus primeras etapas. 
Durante sus últimos años de profesional, actuó con humildad como gregario de lujo en el equipo Mapei. A partir de 1993 había iniciado un lento declive, protagonizando una decepcionante actuación en el Tour de Francia 1993 y sin lograr ninguna victoria de prestigio. Solo unos pocos episodios brillantes marcarán el final de su carrera hasta 1998, ampliando un poco más su notable récord en el camino, como el Tour de Flandes 1994 o un nuevo título de campeón italiano en 1995. Un triste final para su carrera, empañado por la salida a la luz pública de hechos sucedidos durante un período convulso cuando era ciclista o cuando había trabajado para el equipo Mapei.
Sin embargo, siempre destacó por la caballerosidad de sus declaraciones, habiendo dedicado las dos etapas ganadas en la Vuelta a España a su gran rival, Miguel Induráin (en 1996, por la reciente retirada de Miguel, y en el año 1998 por el fallecimiento del padre del ciclista español).[cita requerida]

### Tras la retirada
Tras retirarse del mundo profesional, se dedicó al vuelo, convirtiéndose en piloto de helicóptero, participando incluso como piloto en las retransmisiones de ciclismo, por ejemplo en el Giro de Italia compartiendo ese trabajo con el de la presidencia de la Asociación Internacional de Ciclistas. Además, durante 2004 fue director deportivo del De Nardi.
En octubre de 2020, durante la edición postergada por la crisis del Covid-19 del Giro de Italia, se desempeñó como comentarista junto a los también exciclistas Marco Saligari, Andrea de Luca, Damiano Cunego y el escritor Fabio Genovesi en la cobertura de la RAI.

## Palmarés
| 1985 - Gran Premio della Liberazione 1986 - Giro de los Apeninos - Giro del Friuli - Giro del Piamonte 1987 - Giro de los Apeninos - 1 etapa del Giro del Trentino - Coppa Sabatini - Gran Premio Ciudad de Camaiore - Possagno 1988 - Giro de los Apeninos - 1 etapa del Tour de Romandía - 1 etapa del Tour de Francia - Coppa Agostoni - Giro de Calabria, más 1 etapa - G. P. Verona - Orsenigo - Albino 1989 - 2.º en el Campeonato de Italia en Ruta - 1 etapa del Giro de Italia - Tres Valles Varesinos - G. P. Marostica (Trittico Premondiale) - Omnium Dalmine - Ruota D'Oro 1990 - Copa del Mundo - Giro de Italia, más 3 etapas y clasificación por puntos - Milán-San Remo - 2 etapas del Tour de Francia - Giro del Trentino, más 1 etapa - Wincanton Classic - 3.º en el Campeonato Mundial en Ruta - Peer - Orsenigo - Fivizzano - Ranking UCI 1991 - Giro del Friuli - Campeonato de Italia en Ruta - Clásica de San Sebastián - 2.º en el Tour de Francia, más 1 etapa - 3 etapas del Giro de Italia - Euskal Bizikleta, más 1 etapa - 1 etapa de la Vuelta a Burgos - Campeonato Mundial en Ruta - Memorial Nencini a Passo de la Futa - Boxmeer - Circuito di Lariano - Omnium de Bassano del Grappa - Laureat du Challenge San Silvestro d´Oro - Ranking UCI | 1992 - Milán-Turín - 1 etapa de la Vuelta a Suiza - 3.º en el Tour de Francia - Campeonato Mundial en Ruta - Giro d'Emilia - Giro de Lazio - Vandoeuvre-les-Nancy - Critérium de Alcobendas 1993 - 1 etapa de la Vuelta a Galicia - 2.º en el Campeonato de Italia en Ruta - 1 etapa de la Euskal Bizikleta - G. P. Baden-Baden - G. P. Kanton Aargau - Critérium de Monein - Critérium de Dijon - Derny- IKO-Rad Gala 1994 - Tour de Flandes - 1 etapa de la Euskal Bizikleta - 1 etapa del Giro de Italia 1995 - Campeonato de Italia en Ruta - Trofeo Matteotti - Tour del Mediterráneo, más 2 etapas - Coppa Agostoni - Premio Pordenone 1996 - 1 etapa de la Vuelta a Suiza - 1 etapa del Giro del Trentino - 1 etapa del Giro de Italia - 1 etapa de la Vuelta a España 1997 - 1 etapa del Tour de Langkawi 1998 - 1 etapa de la Vuelta a España - Circuito di Campi Bisenzio - GP Suzuka |

## Resultados

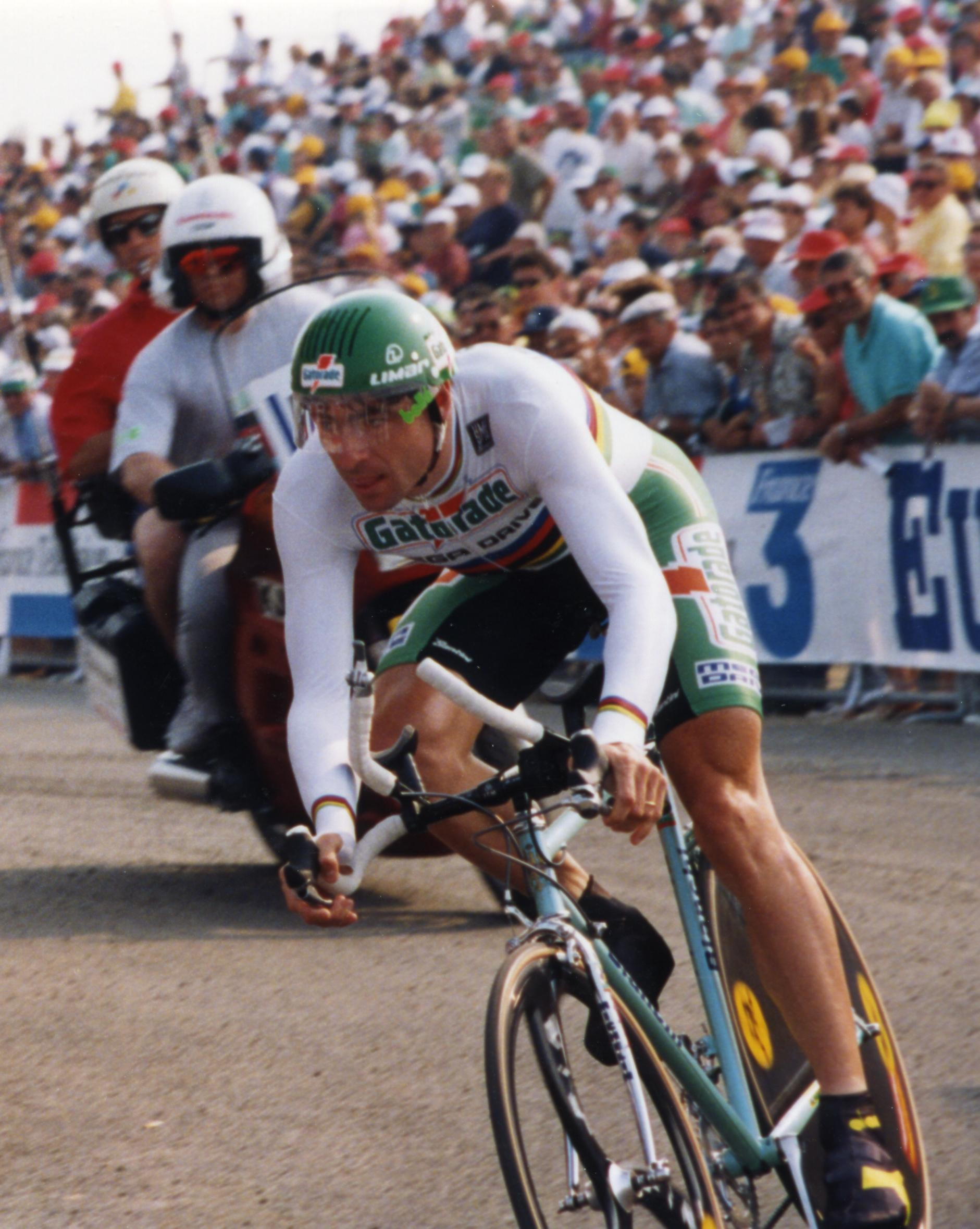
Gianni Bugno durante el Tour de Francia de 1993

Durante su carrera deportiva ha conseguido los siguientes puestos en Grandes Vueltas y carreras de un día.

### Grandes Vueltas
| Carrera | Carrera         | 1985 | 1986 | 1987 | 1988 | 1989 | 1990 | 1991 | 1992 | 1993 | 1994 | 1995 | 1996 | 1997 | 1998 |
| ------- | --------------- | ---- | ---- | ---- | ---- | ---- | ---- | ---- | ---- | ---- | ---- | ---- | ---- | ---- | ---- |
|         | Giro de Italia  | —    | 41.º | Ab.  | Ab.  | 23.º | 1.º  | 4.º  | —    | 18.º | 8.º  | —    | 29.º | 75.º | 50.º |
|         | Tour de Francia | —    | —    | —    | 62.º | 11.º | 7.º  | 2.º  | 3.º  | 20.º | Ab.  | 53.º | —    | —    | —    |
|         | Vuelta a España | —    | —    | —    | —    | —    | —    | —    | —    | —    | —    | —    | 56.º | 95.º | 75.º |

### Vueltas menores
| Carrera | Carrera                | 1985 | 1986 | 1987 | 1988 | 1989 | 1990 | 1991 | 1992 | 1993 | 1994 | 1995 | 1996 | 1997 | 1998 |
| ------- | ---------------------- | ---- | ---- | ---- | ---- | ---- | ---- | ---- | ---- | ---- | ---- | ---- | ---- | ---- | ---- |
|         | París-Niza             | —    | —    | —    | —    | —    | 26.º | 27.º | —    | —    | 9.º  | —    | 48.º | —    | —    |
|         | Tirreno-Adriático      | —    | —    | 12.º | 23.º | —    | —    | —    | 46.º | 12.º | —    | 23.º | —    | —    | FT.  |
|         | Volta a Cataluña       | —    | —    | —    | —    | —    | —    | —    | 33.º | —    | —    | —    | —    | —    | —    |
|         | Vuelta al País Vasco   | —    | —    | —    | —    | —    | —    | —    | 70.º | —    | —    | 32.º | 24.º | —    | 87.º |
|         | Tour de Romandía       | —    | —    | —    | P.   | 7.º  | —    | 9.º  | —    | —    | 14.º | —    | —    | 76.º | 60.º |
|         | Critérium del Dauphiné | —    | —    | —    | —    | —    | —    | —    | 3.º  | —    | —    | —    | —    | —    | —    |
|         | Vuelta a Suiza         | —    | P.   | —    | —    | —    | —    | —    | 2.º  | —    | —    | 34.º | 3.º  | 79.º | —    |

### Clásicas, Campeonatos y JJ. OO.
| Carrera               | Carrera               | 1985 | 1986  | 1987 | 1988 | 1989  | 1990  | 1991 | 1992  | 1993 | 1994 | 1995 | 1996  | 1997 | 1998  |
| --------------------- | --------------------- | ---- | ----- | ---- | ---- | ----- | ----- | ---- | ----- | ---- | ---- | ---- | ----- | ---- | ----- |
|                       | Milán-San Remo        | —    | 111.º | 92.º | 73.º | 88.º  | 1.º   | 42.º | 142.º | 30.º | 29.º | 44.º | 63.º  | —    | 138.º |
| Gante-Wevelgem        | Gante-Wevelgem        | —    | —     | —    | 2.º  | —     | 130.º | —    | —     | —    | 29.º | —    | —     | —    | —     |
|                       | Tour de Flandes       | —    | —     | —    | —    | 34.º  | 12.º  | —    | —     | 42.º | 1.º  | 37.º | —     | —    | —     |
| Scheldeprijs          | Scheldeprijs          | —    | —     | —    | —    | —     | —     | —    | —     | 36.º | —    | —    | —     | —    | —     |
| Flecha Brabanzona     | Flecha Brabanzona     | —    | —     | —    | —    | —     | —     | —    | —     | —    | 3.º  | 11.º | —     | —    | —     |
| Amstel Gold Race      | Amstel Gold Race      | —    | —     | —    | 27.º | 34.º  | 8.º   | —    | 42.º  | 2.º  | 14.º | 22.º | 27.º  | —    | —     |
| Flecha Valona         | Flecha Valona         | —    | —     | —    | 32.º | —     | 41.º  | 68.º | —     | —    | 4.º  | 13.º | 38.º  | —    | 53.º  |
|                       | Lieja-Bastoña-Lieja   | —    | —     | —    | 19.º | 96.º  | 7.º   | 17.º | —     | 48.º | 57.º | 2.º  | 40.º  | —    | 82.º  |
| Clásica San Sebastián | Clásica San Sebastián | —    | —     | —    | —    | 24.º  | 24.º  | 1.º  | 70.º  | 14.º | 10.º | 5.º  | 143.º | —    | —     |
| Wincanton Classic     | Wincanton Classic     | —    | —     | —    | —    | —     | 1.º   | —    | —     | —    | 42.º | 51.º | —     | —    | —     |
| Campeonato de Zúrich  | Campeonato de Zúrich  | —    | 19.º  | —    | 36.º | 23.º  | 5.º   | 45.º | 63.º  | 21.º | 12.º | 2.º  | 109.º | —    | —     |
| París-Tours           | París-Tours           | 75.º | 25.º  | 41.º | —    | 105.º | 23.º  | —    | —     | —    | —    | —    | —     | —    | —     |
| Milán-Turín           | Milán-Turín           | —    | —     | 4.º  | —    | 14.º  | —     | —    | 1.º   | —    | —    | —    | —     | 64.º | —     |
|                       | Giro de Lombardía     | —    | 15.º  | 25.º | 2.º  | 27.º  | 13.º  | —    | 20.º  | —    | —    | 20.º | 6.º   | 30.º | —     |
| Mundial en Ruta       | Mundial en Ruta       | —    | 81.º  | 62.º | 52.º | 8.º   | 3.º   | 1.º  | 1.º   | Ab.  | —    | Ab.  | 12.º  | 56.º | 51.º  |
| Italia en Ruta        | Italia en Ruta        | —    | —     | —    | —    | 2.º   | —     | 1.º  | —     | 2.º  | —    | 1.º  | —     | —    | —     |

—: No participa

Ab.: Abandono

X: Ediciones no celebradas

P: Participa pero se desconoce su resultado.

FT: Fuera de tiempo/control.

## Premios y reconocimientos
- Mendrisio de Oro (1990)
- Bici d´Oro (1991)
- Mejor deportista italiano (1991)
- Premio Deportividad Tour de Francia (1993)
- Fue designado como uno de los ciclistas más destacados de la historia al ser elegido en el año 2002 para formar parte de la Sesión Inaugural del Salón de la Fama de la UCI.[5]